# Khúc côn cầu trên cỏ tại Thế vận hội Mùa hè 2016 – Vòng loại Nữ
Vòng loại môn khúc côn cầu trên cỏ tại Thế vận hội Mùa hè 2016 diễn ra từ tháng 9 năm 2014 tới tháng 10 năm 2015. Có ba phương thức loại, lần lượt là tư cách chủ nhà, giải vô địch châu lục, và bán kết FIH Hockey World League 2014-15. Số suất dự vòng chung kết Thế vận hội 2016 là 12.

## Các đội vượt qua vòng loại
| Ngày                           | Sự kiện                                      | Địa điểm               | Vượt qua vòng loại |
| ------------------------------ | -------------------------------------------- | ---------------------- | ------------------ |
| 20 tháng 9 – 2 tháng 10, 2014  | Đại hội Thể thao châu Á 2014                 | Incheon, Hàn Quốc      | Hàn Quốc           |
| 10–21 tháng 6, 2015            | Bán kết Hockey World League 2014-15          | Valencia, Tây Ban Nha  | Trung Quốc         |
| 10–21 tháng 6, 2015            | Bán kết Hockey World League 2014-15          | Valencia, Tây Ban Nha  | Đức                |
| 10–21 tháng 6, 2015            | Bán kết Hockey World League 2014-15          | Valencia, Tây Ban Nha  | Argentina          |
| 10–21 tháng 6, 2015            | Bán kết Hockey World League 2014-15          | Valencia, Tây Ban Nha  | Tây Ban Nha2       |
| 20 tháng 6 – 5 tháng 7, 2015   | Bán kết Hockey World League 2014-15          | Antwerpen, Bỉ          | Hà Lan             |
| 20 tháng 6 – 5 tháng 7, 2015   | Bán kết Hockey World League 2014-15          | Antwerpen, Bỉ          | New Zealand        |
| 20 tháng 6 – 5 tháng 7, 2015   | Bán kết Hockey World League 2014-15          | Antwerpen, Bỉ          | Ấn Độ              |
| 20 tháng 6 – 5 tháng 7, 2015   | Bán kết Hockey World League 2014-15          | Antwerpen, Bỉ          | Nhật Bản           |
| 13–24 tháng 7, 2015            | Đại hội Thể thao Liên châu Mỹ 2015           | Toronto, Canada        | Hoa Kỳ             |
| 22–30 tháng 8, 2015            | Women's EuroHockey Nations Championship 2015 | Luân Đôn, Anh          | Anh Quốc1          |
| 21–25 tháng 10, 2015           | Cúp châu Đại Dương 2015                      | Stratford, New Zealand | Úc                 |
| 23 tháng 10 – 1 tháng 11, 2015 | Giải đấu vòng loại châu Phi 2015             | Randburg, Nam Phi      | —2                 |
| Tổng cộng                      | Tổng cộng                                    | Tổng cộng              | 12                 |

^1  – Thành phần gồm các tuyển thủ Anh
^2  – Nam Phi giành suất của châu Phi tuy nhiên Ủy ban Olympic và Liên đoàn thể thao Nam Phi (SASCOC) cùng Hiệp hội khúc côn cầu Nam Phi (SAHA) đã đi đến thỏa thuận về các tiêu chí loại đối với Thế vận hội Rio 2016 rằng Vòng loại châu Phi là chưa đủ và đội sẽ không tham gia giải. Do đó, Tây Ban Nha, đội chưa vượt qua vòng loại có xếp hạng cao nhất tại bán kết Giải khúc côn cầu nữ FIH thế giới 2014-15 là đội thay thế.

## Chủ nhà
Với tư cách là nước chủ nhà, Brasil có cơ hội được tham dự nếu thỏa mãn điều kiện về thành tích mà FIH đề ra: đội tuyển nữ phải có thứ hạng ít nhất là 14 tính tới cuối 2014, hoặc kết thúc Đại hội thể thao Toàn châu Mỹ 2015 ít nhất ở vị trí thứ bảy.
- Brasil không tham dự Thế vận hội do không thể đáp ứng các điều kiện trên.

## Các giải đấu vòng loại
|  | Giành vé dự Thế vận hội Mùa hè 2016 |

### Châu Phi
| Xếp hạng | Đội      |
| -------- | -------- |
| 1        | Nam Phi  |
| 2        | Ghana    |
| 3        | Kenya    |
| 4        | Namibia  |
| 5        | Zimbabwe |
| 6        | Nigeria  |
| 7        | Tanzania |

### Châu Mỹ
| Thứ hạng | Đội               |
| -------- | ----------------- |
| 1        | Hoa Kỳ            |
| 2        | Argentina         |
| 3        | Canada            |
| 4        | Chile             |
| 5        | Uruguay           |
| 6        | México            |
| 7        | Cộng hòa Dominica |
| 8        | Cuba              |

### Châu Á
| Thứ hạng | Đội        |
| -------- | ---------- |
| 1        | Hàn Quốc   |
| 2        | Trung Quốc |
| 3        | Ấn Độ      |
| 4        | Nhật Bản   |
| 5        | Malaysia   |
| 6        | Kazakhstan |
| 7        | Thái Lan   |
| 8        | Hồng Kông  |

### Châu Âu
| Thứ hạng | Đội                       |
| -------- | ------------------------- |
|          | Anh đại diện cho Anh Quốc |
|          | Hà Lan                    |
|          | Đức                       |
| 4        | Tây Ban Nha               |
| 5        | Bỉ                        |
| 6        | Scotland                  |
| 7        | Ý                         |
| 8        | Ba Lan                    |

### Châu Đại Dương
| Thứ hạng | Đội         |
| -------- | ----------- |
|          | Úc          |
|          | New Zealand |
|          | Samoa       |

## Bán kết World League 2014-15
|  | Giành vé dự Thế vận hội Mùa hè 2016 |

| Thứ hạng | Valencia    | Antwerpen   |
| -------- | ----------- | ----------- |
| 1        | Anh Quốc    | Hà Lan      |
| 2        | Trung Quốc  | Hàn Quốc    |
| 3        | Đức         | Úc          |
| 4        | Argentina   | New Zealand |
| 5        | Hoa Kỳ      | Ấn Độ       |
| 6        | Tây Ban Nha | Nhật Bản    |
| 7        | Nam Phi     | Bỉ          |
| 8        | Ireland     | Ý           |
| 9        | Canada      | Ba Lan      |
| 10       | Uruguay     | Pháp        |